# Phosphordioxid
Phosphordioxid oder Phosphor(IV)-oxid ist eine anorganische chemische Verbindung des Phosphors aus der Gruppe der Oxide. Es ist bei Standardbedingungen gasförmig und ist ein Radikal. Es spielt eine Rolle in der Chemilumineszenz von Phosphor und Monophosphan.
Im Grundzustand ist das Molekül gebogen, mit einer Struktur analog zu Stickstoffdioxid, in angeregter Form ist das Molekül jedoch linear.